# Paszporty w Kanadzie

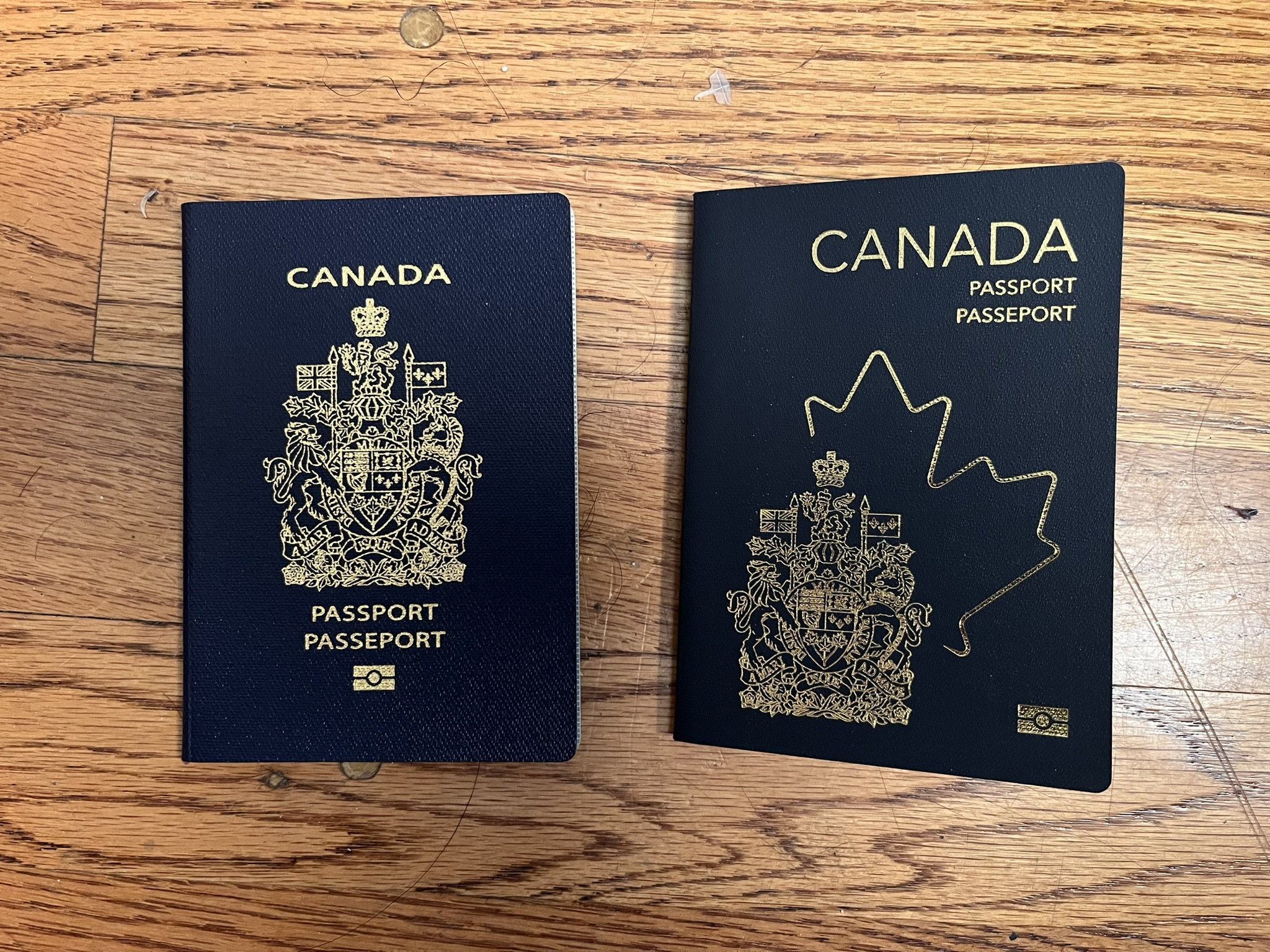
Paszporty kanadyjskie sprzed i po 2023 roku

Paszporty w Kanadzie – dokumenty paszportowe wydawane obywatelom Kanady w celu identyfikacji przy przekraczaniu granic i za granicą.
Paszport kanadyjski nie stanowi sam w sobie dowodu posiadania obywatelstwa kanadyjskiego.

## Historia
Pierwsze kanadyjskie paszporty zaczęto wydawać w 1862 roku, po wybuchu wojny secesyjnej, kiedy Stany Zjednoczone zażądały wiarygodniejszej identyfikacji od Kanadyjczyków, chcących przekroczyć granicę. Miały one formę listu z prośbą od Gubernatora Generalnego Kanady. Dokumenty te były w użyciu do 1915 r., dopóki nie wprowadzono kanadyjskiej odmiany ówczesnego paszportu brytyjskiego.
Seria międzynarodowych konferencji paszportowych w latach 1920, 1926 i 1947 skutkowała licznymi zmianami w kanadyjskich paszportach. Od 1921 r. przybrały formę książek, a w 1926 r. znalazł się na nich język francuski obok angielskiego.
Do 1947 r. obywatelstwo kanadyjskie nie było odrębne od brytyjskiego, a Kanadyjczycy byli traktowani jako poddani brytyjscy, co się zmieniło wraz z uchwaleniem Ustawy o obywatelstwie kanadyjskim. Od lipca następnego roku paszporty kanadyjskie zaczęto wydawać wyłącznie obywatelom Kanady, a nie wszystkim poddanym brytyjskim mieszkającym w Kanadzie. Wzór paszportu pozostawał niezmieniony aż do 1985 r., kiedy wprowadzono paszporty czytelne maszynowo.
W latach 1947–1970 obywatele Kanady mogli ubiegać się o paszporty wyłącznie drogą pocztową do Ottawy. Wymagania były proste, a osoby deklarujące urodzenie w Kanadzie nie musiały przedstawiać dowodu urodzenia. Taka luźna polityka bezpieczeństwa doprowadziła do licznych przypadków nadużyć, co uwidoczniło potrzebę zaostrzenia wymagań dotyczących wydawania paszportów. W 1970 r. otwarto też pierwsze trzy urzędy paszportowe w Montrealu, Toronto i Vancouverze.
W 1991 r. w kanadyjskich paszportach wdrożono dodatkowe zabezpieczenia, a wymagania dotyczące procesu wydawania zostały zaostrzone. Już w 1993 r. wprowadzono nowy wzór paszportu, który zawierał unikalne elementy mające zapobiegać jego kopiowaniu lub fałszowaniu.
Od 11 grudnia 2001 r. dzieci przestano wpisywać do paszportów rodziców, a paszporty zaczęto wydawać wyłącznie na jedną osobę.
Później wprowadzono nowy wzór paszport z cyfrowym zdjęciem, hologramami i ukrytym obrazem widocznym w świetle UV, dostępny od 2002 r. w kraju i od 2006 r. za granicą. W 2013 r. wprowadzono paszport biometryczny, tzw. „ePassport”.
W 2023 r. wprowadzono nowy wzór paszportu z poliwęglanową stroną zawierającą dane osobowe, nowymi funkcjami zabezpieczeń oraz artystycznymi elementami.

## Rodzaje
Oprócz podstawowego paszportu kanadyjskiego istnieją następujące odmiany:

### Paszport dyplomatyczny
Przeznaczony dla kanadyjskich dyplomatów, wyższych urzędników rządowych, kurierów dyplomatycznym oraz obywateli nominowanych na oficjalnych delegatów na międzynarodowe konferencje dyplomatyczne.

### Paszport specjalny
Wydawany osobom reprezentującym rząd Kanady w sprawach służbowych, w tym członkom Tajnej Rady Królewskiej, posłom do parlamentu, członkom rządów prowincjonalnych, pracownikom administracji publicznej, obywatelom wyznaczonym na oficjalnych delegatów niedyplomatycznych oraz członkom Sił Zbrojnych Kanady odbywającym misje za granicą.

### Paszport tymczasowy i awaryjny dokument podróży
Paszport tymczasowy jest wydawany kanadyjskim obywatelom przebywającym poza Kanadą, którzy potrzebują paszportu, ale ich wniosek o zwykły paszport jest w trakcie rozpatrywania. Paszport ten zawiera 8 stron i jest ważny od sześciu do dwunastu miesięcy.
Awaryjny dokument podróży (ang. emergency travel document) jest zaś przeznaczony do pojedynczej podróży w celu bezpośredniego powrotu do ojczyzny lub do najbliższej kanadyjskiej misji dyplomatycznej. Dokument składa się z jednej kartki i przypomina zwykły paszport. Zawiera dane osobowe, zdjęcie, informacje o podróży oraz datę ważności.

### Dokumenty podróży dla nie-Kanadyjczyków
Rząd Kanady wydaje „dokument podróży uchodźcy” (ang. refugee travel document) oraz „certyfikat tożsamości” (ang. certificate of identity), o który mogą się ubiegać bezpaństwowcy oraz osoby, które nie są w stanie uzyskać paszportu z kraju, w którym mają obywatelstwo.

## Wymogi wizowe
Na 2024 r. obywatele kanadyjscy byli zwolnieni z obowiązku posiadania wizy lub mieli możliwość uzyskania wizy po przyjeździe do 187 krajów i terytoriów, co umieszcza paszport Kanady na 7. miejscu na świecie według Henley Passport Index. W rankingu Global Passport Power Rank również zajmuje 7. miejsce.
Wyłącznie obywatele Kanady i Bermudów (będących brytyjskim terytorium zamorskim) są zwolnieni z obowiązku ubiegania się o wizę turystyczną lub ESTA podczas podróży do Stanów Zjednoczonych.

Wymogi wizowe wobec obywateli Kanady
Kanada
Wiza nie wymagana
Wiza po przyjeździe
Wiza po przyjeździe lub elektroniczna
Wiza elektroniczna lub płatność online
Wiza wymagana

     Kanada
     Wiza nie wymagana
     Wiza po przyjeździe
     Wiza po przyjeździe lub elektroniczna
     Wiza elektroniczna lub płatność online
     Wiza wymagana